# 関口スグヤ
関口 スグヤ（せきぐち すぐや、2003年9月26日 - ）は、日本のシンガーソングライター。東京都出身。別名義に関口健、KEEPON、キーポン。

## 略歴
一級建築士の父親のもとに産まれ、4歳の頃からライブやYouTube等で自主的に活動を続けている。中学生の時に初めてアルバムを発売し、2021年12月12日より同級生の椿三期と共にバンド『ろくようび』を結成。その実力は細野晴臣なども高く評価している。2022年1月1日、活動開始時よりの「KEEPON」から本名の「関口スグヤ」に改名することを自身のInstagramにて発表した。

## 人物
- 大のビートルズファンであり、60〜70年代の日本のロックを好む[1]。
- 一人多重録音をよく用いアルバムを製作している。
- 細野晴臣、崎山蒼志らと親交が深い。また、山下達郎とも親交がありBRUTUSにて「山下達郎の音楽履歴書」と題する企画が組まれた時には彼を知る者としてコラムが載せられた[2][3]。
- 『ろくようび』でバンドを組んでいる椿三期とは高校で知り合った。しかし以前から椿の父親が営んでいるレコードショップでお互い顔は知っていた。
- 鉄道オタクであり、存在価値が微妙な駅を「アレ駅」と呼んで溺愛している。過去アレ駅ついて自作した同人誌が存在し、「アレ駅」「アレ？駅＋」「アレ？駅＋α」「アレ？駅DX」「アレ？駅FINAL」の順で2012年〜2016年まで毎年発刊していた。
  - 2022年にウェブサイト「POPEYE」にてアレ駅についてのコラムを連載[4]。

## ディスコグラフィー
ろくようびとしてのディスコグラフィーは当該ページを参照。

### アルバム
発売日は公式での発売日。自主での先行発売は除外とする。
1st~3rdまでの制作自体は2017年。
|     | リリース日    | タイトル         |
| --- | ------------- | ---------------- |
| 1st | 2018年6月24日 | Keepon Draw Four |
| 2nd | 2018年6月24日 | Rock On          |
| 3rd | 2018年6月24日 | 走れ!キーポン    |
| 4th | 2019年6月29日 | 真夜中ボーイ     |

### シングル
- パーティー/終りの季節(2020年2月21日) - 細野晴臣、久保田真琴と共同
- ちから(2021年6月24日)
- アフター･ザ･ボール(2021年12月22日)
- ぼくのロックスター(2023年11月22日) - 関口と赤田
- 旅行(2023年12月1日)

### MV限定
- 春はガタゴト列車に乗って(2018年5月9日)
- 通りをゆけば(2020年9月5日)
- 沼にハマってROCK ON(2020年9月9日)
- リュウベエ(2023年2月1日)

### 配信限定
- 春はガタゴト列車に乗って -2020 Stereo Mix-(2020年10月7日)
- リュウベエ(2023年2月1日)

### その他
- GO! GO! ARAGAIN(2018年11月3日) - 大瀧詠一のカヴァーアルバム。アーティストの一人として参加

## 出演

### テレビ
- 家、ついて行ってイイですか?(テレビ東京、2018年5月14日・2019年3月20日・2023年4月2日)
- 沼にハマってきいてみた(NHK Eテレ、2020年9月9日)

### ラジオ
- 特集ビートルズを聴こう！(ラジオ第一、2012年8月)
- 渋谷のラジオの渋谷系(渋谷のラジオ、2018年12月3日)
- Daisy Holiday！(InterFM、2019年9月9日・16日)

## 受賞
- BandContestFinal - 特別審査員賞(2012年11月)
- ビートルズみんなで歌おうコンテスト - 入賞(2012年12月)